# Welterbe in Südafrika
Zum Welterbe in Südafrika gehören (Stand: 2025) zwölf UNESCO-Welterbestätten, darunter sieben Stätten des Weltkulturerbes, vier Stätten des Weltnaturerbes und eine gemischte Kultur- und Naturerbestätte. Südafrika hat die Welterbekonvention 1997 ratifiziert, die erste Welterbestätte wurde 1999 in die Welterbeliste aufgenommen. Die bislang letzten Welterbestätten wurden 2024 eingetragen.

## Welterbestätten
Die folgende Tabelle listet die UNESCO-Welterbestätten in Südafrika in chronologischer Reihenfolge nach dem Jahr ihrer Aufnahme in die Welterbeliste (K – Kulturerbe, N – Naturerbe, K/N – gemischt, (G) – auf der Liste des gefährdeten Welterbes).
| Bild                                                                                    | Bezeichnung                                                                             | Jahr | Typ | Ref. | Beschreibung |
| --------------------------------------------------------------------------------------- | --------------------------------------------------------------------------------------- | ---- | --- | ---- | --- |
| (weitere Bilder)                                                                        | iSimangaliso Wetland Park – Nationalpark Maputo (Lage)                                  | 1999 | N   | 914  | Die Feuchtgebiete befinden sich an der Ostküste der südafrikanischen Provinz KwaZulu-Natal. Hier leben die größten Krokodil- und Flusspferdbestände Südafrikas. 2025 erweitert um den Maputo Nationalpark in Mosambik. Erfüllte Kriterien für Weltnaturerbe: vii., ix., x. |
| (weitere Bilder)                                                                        | Robben Island (Lage)                                                                    | 1999 | K   | 916  | ehemalige Gefängnisinsel Erfüllte Kriterien für Weltkulturerbe: iii., vi. |
| (weitere Bilder)                                                                        | Fundstätten fossiler Hominiden in Südafrika (Lage)                                      | 1999 | K   | 915  | Die Cradle of Humankind (deutsch: Wiege der Menschheit) liegt etwa 50 Kilometer nordwestlich von Johannesburg. Die ältesten Funde sind etwa 1,75 bis 1,8 Millionen Jahre alt. In Sterkfontein wurde Mrs. Ples gefunden. Die Welterbestätte umfasste ursprünglich Sterkfontein, Swartkrans und Kromdraai mit Umgebung, 2005 wurde sie um Makapansgat, und Taung erweitert. |
| (weitere Bilder)                                                                        | Maloti-Drakensberg-Park (Lage)                                                          | 2000 | K/N | 985  | Das Welterbe umfasst den Ukhahlamba-Drakensberg Park und seit 2013 den Sehlabathebe-Nationalpark in Lesotho. Die Drakensberge im Naturpark haben eine Höhe von bis zu 3482 Meter. Sie bestehen größtenteils aus Basaltgestein. |
| (weitere Bilder)                                                                        | Kulturlandschaft Mapungubwe (Lage)                                                      | 2003 | K   | 1099 | Mapungubwe ist ein Ausgrabungsgebiet in der Nähe der Stadt Musina im Norden von Südafrika. |
| (weitere Bilder)                                                                        | Schutzgebiete der Region Cape Floral (Lage)                                             | 2004 | N   | 1007 | Die Schutzregion besteht aus acht Naturschutzgebieten in den Provinzen Westkap und Ostkap in Südafrika. Die ursprüngliche Welterbestätte wurde 2015 erweitert |
| (weitere Bilder)                                                                        | Vredefort-Krater (Lage)                                                                 | 2005 | N   | 1162 | Der Meteoritenkrater ist der größte sicher identifizierte Einschlagkrater der Erde. Er befindet sich 120 Kilometer südwestlich von Johannesburg. Der Einschlag erfolgt vor etwa zwei Milliarden Jahren. |
| (weitere Bilder)                                                                        | Kultur- und Pflanzenlandschaft Richtersveld (Lage)                                      | 2007 | K   | 1265 | Die Landschaft befindet sich im äußersten Nordwesten Südafrikas und ist das letzte Gebiet, in dem die Ureinwohner vom Stamm der Nama als Wanderhirten leben. |
| (weitere Bilder)                                                                        | Kulturlandschaft der Khomani (Lage)                                                     | 2017 | K   | 1545 | Die Kulturlandschaft der Khomani, einer Gruppe des Volkes der San, befindet sich an der Grenze zu Botswana und Namibia und entspricht etwa dem Gebiet des Kalahari-Gemsbok-Nationalparks. |
| Barberton Mountain Land / Barberton Greenstone Belt / Makhonjwa Mountains               | Barberton Mountain Land / Barberton Greenstone Belt / Makhonjwa Mountains (Lage)        | 2018 | N   | 1575 | Gebirge in der südafrikanischen Provinz Mpumalanga und in Eswatini, in dem die weltweit ältesten Spuren von Leben entdeckt wurden. |
| Die Entstehung des modernen Menschen: Die pleistozäne Besiedlung Südafrikas             | Die Entstehung des modernen Menschen: Die pleistozäne Besiedlung Südafrikas             | 2024 | K   | 1723 | mit den archäologischen Fundplätzen Blombos, Border-Höhle, Diepkloof, Klasies-River-Höhlen, Pinnacle Point und Sibudu-Höhle. Erfüllte Kriterien für Weltkulturerbe: iii., iv., v. |
| Menschenrechte, Befreiung und Versöhnung: Stätten des Vermächtnisses von Nelson Mandela | Menschenrechte, Befreiung und Versöhnung: Stätten des Vermächtnisses von Nelson Mandela | 2024 | K   | 1676 | zu den Vermächtnisstätten von Nelson Mandela zählen: Union Buildings, Walter Sisulu Square, Gedenkorte des Massakers von 1960 in Sharpeville und Langa: Polizeistation, Sharpeville Memorial garden und 2 Sharpeville Graves sites, Befreiungsgedenkstätte Liliesleaf Farm, 16 June 1976 – The Streets of Orlando West, Constitution Hill, Ohlange, Universität von Fort Hare mit ZK Matthews House, Waaihoek Wesleyan Church sowie The Great Place at Mqhekezweni Erfülltes Kriterium für Weltkulturerbe: vi. |

## Tentativliste
In der Tentativliste sind die Stätten eingetragen, die für eine Nominierung zur Aufnahme in die Welterbeliste vorgesehen sind.

### Aktuelle Welterbekandidaten
Mit Stand 2025 sind keine weiteren Stätten in der Tentativliste von Südafrika eingetragen. Die folgende Tabelle listet die Stätten in chronologischer Reihenfolge nach dem Jahr ihrer Aufnahme in die Tentativliste.

### Ehemalige Welterbekandidaten
Diese Stätten standen früher auf der Tentativliste, wurden jedoch wieder zurückgezogen oder von der UNESCO abgelehnt. Stätten, die in anderen Einträgen auf der Tentativliste enthalten oder Bestandteile von Welterbestätten sind, werden hier nicht berücksichtigt.
| Bild                                               | Bezeichnung | Jahr      | Typ | Ref. | Beschreibung |
| -------------------------------------------------- | --- | --------- | --- | ---- | --- |
|                                                    | Heilige Stätten von Modderpoort | 1998–2011 | K   | 1073 | |
| (weitere Bilder)                                   | Pleistozäne Siedlungsorte des Klasies River, Border Cave, Wonderwerk Cave und vergleichbare Orte, die sich auf die Entstehung des modernen Menschen beziehen (Lage) | 1998–2015 | K   | 1074 | |
| (weitere Bilder)                                   | Meteoritenkrater Tswaing (Lage) | 2004–2011 | N   | 1911 | vor rund 220.000 Jahren durch den Einschlag eines Meteoroiden mit einem Durchmesser von 30 bis 50 m entstanden |
| Industrieerbestätte Pilgrim's Rest Reduction Works | Industrieerbestätte Pilgrim's Rest Reduction Works | 2004–2015 | K   | 1075 | Goldgräberstätte in Transvaal |
| Kimberley Mines und zugehörige frühe Industrien    | Kimberley Mines und zugehörige frühe Industrien | 2004–2015 | K   | 1909 | Bergbauindustrie von Kimberley mit der Diamantenmine The Big Hole |
|                                                    | Alexandria Coastal Dunefield | 2009–2015 | N   | 5453 | größtes Dünenfeld in Südafrika |
| (weitere Bilder)                                   | Prinz-Edward-Inseln (Lage) | 2009–2015 | N   | 5457 | unbewohnte Inselgruppe im südlichen Indischen Ozean |
| (weitere Bilder)                                   | Kupferbergbaulandschaft Namaqualand | 2009–2015 | K   | 5460 | sechs Stätten des Kupferbergbaus in Namaqualand |
|                                                    | Kap-Meridianbogen | 2009–2015 | K   | 5461 | elf Stätten auf einem Meridianbogen am Kap |
| (weitere Bilder)                                   | Schutzgebiete der Sukkulenten-Karoo (Lage) | 2009–2022 | N   | 5458 | |
| Liberation Heritage Route                          | Liberation Heritage Route | 2009–2022 | K   | 5459 | mit den Stationen Robben Island, Universität von Fort Hare, Walter Sisulu Square of Dedication bei Kliptown in Soweto, Nelson Mandela-Stätten (Wohnhäuser), Haus von Robert Sobukwe, Haus von Steve Biko und Zanempilo-Klinik, Constitution Hill, Chief Albert Luthuli-Museum, Hector-Pieterson-Mahnmal, Sharpeville, Haus von Sol Plaatje, Liliesleaf Farm, Avalon Cemetery |
| (weitere Bilder)                                   | Frühe Gehöfte im Kapweinland | 2015–2022 | K   | 6049 | Zeugnisse der frühen Agrarwirtschaft durch europäische Einwanderer in Südafrika unter besonderer Berücksichtigung des Weinbaus am Kap. |